# Bulbophyllum mirificum
Bulbophyllum mirificum là một loài phong lan thuộc chi Bulbophyllum.